# Jamaica hívójelkörzetei
Jamaica jelenleg (2025) nincs felosztva hívójelkörzetekre.
Jamaica számára az ITU a 6Y hívójelprefixet határozta meg.
| Prefix | Körzet | Hely/jelleg                                                           | ITU zóna | CQ zóna | 1 szintű QTH lokátor |
| ------ | ------ | --------------------------------------------------------------------- | -------- | ------- | -------------------- |
| VP     | 5      | Kivezetve, az Egyesült Királyságtól való gyarmati függés megszűntével | 11       | 9       | FK                   |
| 6Y     | [0..9] | Jamaica                                                               | 11       | 9       | FK                   |

## Lajstromjel
Vízi és légi járművek lajstromjelezéséhez a 6Y prefixet használják.